# Diana Shelstad
Diana Frost Shelstad (* 19. August 1947 in Sydney, Australien) ist eine australisch-US-amerikanische Mathematikerin.
Shelstad promovierte 1974 bei Robert Langlands an der Yale University (Some Character Relations for Real Reductive Algebraic Groups). Von 1973 bis 1975 war sie am Institute for Advanced Study. Danach war sie an der Columbia University und danach Professorin an der Rutgers University. Shelstad arbeitet an Problemen des Langlands-Programms. Eine von ihr und Langlands aufgestellte Vermutung (Fundamentallemma) wurde von Ngô Bao Châu 2007 (und 2004 mit Gérard Laumon in einem Spezialfall) bewiesen.
Sie ist Fellow der American Mathematical Society.

## Schriften
- mit Robert Kottwitz Foundations of Twisted Endoscopy, Astérisque, 255, 1999